# 法泉寺石窟
法泉寺石窟，位于中华人民共和国甘肃省靖远县，为一个省级文物保护单位，类型为石窟寺及石刻。
法泉寺石窟的历史年代为北魏至明。